# 쾌도난마
《쾌도난마》는 대한민국의 채널A에서 방영되었던 프로그램이다.

## 기획 의도

### 핵심가치는 공정(公正)과 정확(正確)
- '쾌도난마 2.0' 시대의 핵심가치는 공정(公正)과 정확(正確)이다.

### 정보의 깊이를 추구
- 의견 및 주장만 전달하는 게 아니라 정보의 깊이를 추구한다.

### '톡톡 튀고', '파고드는 심층', '두루 보는 친절'. '균형 잡힌 공정' 토크
- '톡톡 튀는 솔직 토크', '파고드는 심층 토크', '두루 보는 친절 토크'. '균형 잡힌 공정 토크'를 만든다.

## 역대 진행자
| 대수 | 진행자 | 진행 기간                          |
| ---- | ------ | ---------------------------------- |
| 1기  | 박종진 | 2011년 12월 26일 ~ 2014년 9월 12일 |
| 2기  | 하종대 | 2014년 9월 15일 ~ 2015년 1월 30일  |
| 3기  | 이은우 | 2015년 2월 2일 ~ 2016년 2월 6일    |
| 4기  | 정연욱 | 2016년 2월 9일 ~ 2017년 3월 3일    |

## 방송 시간
현재 방송시간은 2016년 10월 10일을 기준으로 한다.
| 방송 채널 | 방송 기간                          | 방송 시간                                                                          |
| --------- | ---------------------------------- | ---------------------------------------------------------------------------------- |
| 채널A     | 2011년 12월 26일 ~ 2013년 3월 29일 | 평일 오후 4시 50분                                                                 |
| 채널A     | 2013년 4월 1일 ~ 2014년 6월 이전   | 평일 오후 4시 30분 ~ 6시 (1시간 30분)                                              |
| 채널A     | 2014년 6월 ~ 2014년 11월 3일       | 평일 오후 4시 55분 ~ 저녁 6시 (1시간 5분)                                          |
| 채널A     | 2014년 11월 4일 ~ 2015년 1월 30일  | 평일 오후 5시 ~ 저녁 6시 (1시간)                                                   |
| 채널A     | 2015년 2월 2일 ~ 2015년 7월 11일   | 평일 오후 4시 20분 ~ 5시 30분 (1시간 10분) 토요일 오후 3시 50분 ~ 5시 (1시간 10분) |
| 채널A     | 2015년 7월 13일 ~ 2015년 8월 1일   | 평일 오후 4시 10분 ~ 5시 40분 (1시간 30분) 토요일 오후 3시 50분 ~ 5시 (1시간 10분) |
| 채널A     | 2015년 8월 3일 ~ 2016년 10월 8일   | 평일 오후 4시 30분 ~ 5시 50분 (1시간 20분) 토요일 저녁 6시 ~ 7시 20분 (1시간 20분) |
| 채널A     | 2016년 10월 10일 ~ 2017년 3월 3일  | 평일 오후 4시 20분 ~ 5시 50분 (1시간 30분)                                         |

## 동시간대 경쟁 프로그램
- 4시 뉴스집중, KBS 뉴스 5, 동물의 세계 (KBS 1TV)
- MBC 이브닝 뉴스 (MBC)
- SBS 오 뉴스 (SBS)
- 사건반장, JTBC 정치부회의 (JTBC)
- 뉴스 BIG 5, 뉴스 & 이슈 (MBN)
- 윤슬기의 시사Q, 정두언, 김유정의 이것이 정치다 (TV조선)
- 조성대의 정답 (OBS)